# Alor Setar
Alor Setar – miasto w Malezji, o bogatej, liczącej ponad 250 lat historii. Jedno z najstarszych miast regionu, obecnie liczy ok. 400 000 mieszkańców.
Alor Setar jest stolicą malezyjskiego stanu Kedah oraz dystryktu Kota Setar. Stanowi centrum dystrybucji dla produktów przemysłowych i rolniczych, a od momentu założenia miasta było stolicą Królestwa Kedah.
Położone jest 93 km na północ od Butterworth w stanie Pinang, a 45 km na południe od granicy Malezji z Tajlandią, współrzędne geograficzne: 6°07′N, 100°22′E. Stanowi węzeł komunikacyjny dla północnej części Półwyspu Malajskiego, łatwo stąd dotrzeć do Phuket, Kota Bahru, Langkawi i innych miast, zarówno samolotem, jak i transportem drogowym, kolejowym czy morskim.
W Alor Setar urodziło się kilka znanych malezyjskich osobistości, w tym dwóch byłych premierów: YTM Tunku Abdul Rahman, pierwszy premier Malezji, oraz Tun Dr. Mahathir bin Mohamad, czwarty z kolei premier tego kraju.

## Historia
Alor Setar zostało założone w 1735 roku przez 19. z kolei władcę Kedah, sułtana Muhammada Jiwa Zainal Adilin Mu’azzam Shaha (1710-1778). Zostało ósmym centrum administracyjnym tego sułtanatu od jego powstania w 1136 roku. Wcześniejsze centra administracyjne to: Kota Bukit Meriam, Kota Sungai Emas, Kota Siputeh, Kota Naga, Kota Sena, Kota Indera Kayangan oraz Kota Bukit Pinang.
„Alor” w języku malajskim oznacza rów, bruzdę lub główny nurt kanału. W tamilskim oznacza „suchy”. „Star” lub „setar” to także drzewo z małymi, kwaśnymi owocami (Bouea macrophylla) zwane także „kundang” lub „remia” w języku malajskim. Wyjątkowość tych owoców polega na tym, że ich ziarna po przekrojeniu zabarwiają się na fioletowo.
Miasto było dwukrotnie zdobyte, gdy Kedah był atakowany najpierw przez Bugis w 1770 roku, później przez Syjam w 1821.
Alor Setar było areną ważnych wydarzeń, m.in. to tutaj miał miejsce zwrot przez Syjam prowincji Perlis i Setul (obecnie Satun) w maju 1897 roku, utraconych przez Kedah w 1821. A także 90-dniowy festyn z okazji wesela pięciorga dzieci sułtana Abdula Hamid Halim Shaha w okresie czerwiec-sierpień 1904.
Alor Setar zostało oficjalnie uznane za miasto, dziewiąte w Malezji, 21 grudnia 2003. Uroczysta proklamacja miała miejsce na Dataran Tunku, w Alor Setar. Uroczystość uświetnił sułtan Kedah, Tuanku Abdul Halim Mu’adzam Shah i inni oficjele. Uczestniczyła w niej także miejscowa ludność oraz turyści.

## Zabytki i ciekawe miejsca
Do opracowania